# Olszyny (osada leśna w województwie mazowieckim)
Olszyny – osada leśna w Polsce, położona w województwie mazowieckim, w powiecie ostrołęckim, w gminie Myszyniec.
W latach 1975–1998 miejscowość położona była w województwie ostrołęckim.